# Тонюк Дмитро Федорович
Дмитро́ Фе́дорович Тоню́к (29 липня 1924, Річка — 17 січня 1977, Косів) — український майстер художнього різьблення по дереву; член Спілки радянських художників України. Заслужений майстер народної творчості УРСР з 1974 року.

## Біографія
Народився 29 липня 1924 року в селі Річці (нині Косівського району Івано-Франківської області, Україна). Різбленню навчався у Якова та Василя Тонюків. Був членом ВКП(б) від 1951 року.
Упродовж 1960—1977 років очолював Косівські майстерні Художнього фонду УРСР. Мешкав у місті Косові в будинку на вулиці Ольги Кобилянської, № 26. Помер у Косові 17 січня 1977 року.

## Творчість
Працював у галузі художнього різьблення по дереву. Серед робіт:
- декоративні обкладинки для альбомів, скриньки, рахви, тарілки прикрашені різьбленням та інкрустацією (1941—1968);
- декоративна тарілка на честь 150-річчя від дня народження Тараса Шевченка (1964);
- декоративна скринька на честь 100-річчя від дня народження Івана Франка (1966).

У композиціях поєднував геометричні мотиви гуцульського орнаменту з сюжетно-тематичним зображенням.
Брав участь у республіканських виставках з 1963 року. Роботи майстра зберігаються в музеях Києва, Івано-Франківська. У колекції Національного музею народного мистецтва Гуцульщини та Покуття імені Йосафата Кобринського в Коломиї зберігаються 7 творів майстра.